# Марс Венус
Марс Венус је српски поп-денс дуо популаран деведесетих година прошлог века. Дуо чине Душко Тинтор и Вања Павловић. Издали су пет албума.

## Чланови
- Душко Тинтор - бас, гитара, клавијатуре
- Вања Павловић - вокал

## Дискографија

### Албуми
- 1994. Individuality
- 1996. Буди са мном
- 1997. 3
- 1999. Љубав
- 2000. Журка